# Made in Mauritius
Made in Mauritius è un cortometraggio del 2009 diretto da David Constantin.

## Trama
Bissoon è un pensionato di Mauritius alle prese con il commerciante cinese Ah-Yan che cerca di vendergli una nuova radio, visto che la sua, dopo 20 anni, si è rotta. Bissoon resiste alle tentazioni della globalizzazione ma poi cade vittima del marketing.

## Riconoscimenti
- Festival del cinema africano, d'Asia e America Latina di Milano 2011
  - Premio Arnone – Bellavite Pellegrini Foundation

## Fonte
- Scheda del film su http://www.festivalcinemaafricano.org/ (testo pubblicato con licenza CC-BY-SA)